# Vera Baklanova
Pour les articles homonymes, voir Baklanova.
Vera Vasilyevna Baklanova (russe : Вера Васильевна Бакланова), née le 25 juin 1947 à Moscou, est une plongeuse soviétique.

## Biographie
Elle se classe 12e en tremplin à 3 mètres aux Jeux olympiques d'été de 1964 à Tokyo.
Elle remporte la médaille d'or en tremplin à 3 mètres aux Championnats d'Europe de natation 1966 à Utrecht.
Elle est 6e en tremplin à 3 mètres aux Jeux olympiques d'été de 1968 à Mexico .